# Râul Segheș
Râul Segheș este un curs de apă, afluent al râului Olt. 